# 苯甲酸酐
苯甲酸酐（英語：Benzoic anhydride）是由苯甲酸形成的酸酐，化学式(C6H5CO)2O，是最简单的对称芳香族酸酐，常温常压下为白色固体。苯甲酸酐可通过苯甲酸在乙酸酐中发生脱水反应生成：
2 C6H5CO2H  + (CH3CO)2O  → (C6H5CO)2O  +  2 CH3CO2H